# Palomena
Palomena is een geslacht van wantsen uit de familie schildwantsen (Pentatomidae).
Palomena is een geslacht van wantsen uit de familie schildwantsen (Pentatomidae). Het geslacht werd voor het eerst wetenschappelijk beschreven door Mulsant & Rey in 1866.

## Soorten
Het genus bevat de volgende soorten:

- Palomena angulata (Puton, 1871)
- Palomena angulosa (Motschulsky, 1861)
- Palomena assamensis Zheng & Ling, 1989
- Palomena balakotensis Zaidi & Ahmad, 1991
- Palomena chapana (Distant, 1921)
- Palomena formosa Vidal, 1939
- Palomena hsiaoi Zheng & Ling, 1989
- Palomena hunanensis Lin & Zhang, 1992
- Palomena indica Zheng & Ling, 1989
- Palomena limbata Jakovlev, 1904
- Palomena mursili Linnavuori, 1984
- Palomena prasina, Groene schildwants (Linnaeus, 1761)
- Palomena reuteri Distant, 1879
- Palomena rubricornis Scott, 1874
- Palomena serresi Meunier, 1915
- Palomena similis Zheng & Ling, 1989
- Palomena spinosa Distant, 1880
- Palomena tibetana Zheng & Ling, 1989
- Palomena unicolorella Kirkaldy, 1909
- Palomena viridissima, Groene veldschildwants (Poda, 1761)